# Joshua Tuaniga
Joshua Tuaniga (Long Beach, 18 marzo 1997) è un pallavolista statunitense, palleggiatore dell'AZS Olsztyn.

## Biografia
Nasce a Long Beach, in California. Suo fratello maggiore, Gus, giocava a pallavolo per la Hawaii, mentre sua sorella, Amelia, gioca per la Southern California.

## Carriera

### Club
La carriera di Joshua Tuaniga inizia nei tornei scolastici californiani, giocando per la St. John Bosco HS, prima di trasferirsi alla Huntington Beach HS. Successivamente entra a far parte della squadra di pallavolo della CSU Long Beach, partecipando alla NCAA Division I dal 2016 al 2019: centra la qualificazione alla post-season ogni anno, uscendo di scena per due volte alle semifinali, prima di aggiudicarsi il titolo nazionale per due anni di fila (2018 e 2019); riceve numerosi riconoscimenti individuali, tra i quali spiccano quello di National Player of the Year del 2018, anno nel quale viene anche premiato come MVP del torneo di NCAA Division I.
Nella stagione 2019-20 inizia la sua carriera da professionista in Polonia, dove prende parte per un triennio alla Polska Liga Siatkówki con lo Ślepsk Suwałki: continua a militare nella massima divisione polacca anche nel campionato 2022-23, ma difendendo i colori dell'AZS Olsztyn.

### Nazionale
Fa tutta la trafila delle selezioni giovanili statunitensi: con l'Under-19 si aggiudica l'oro al campionato nordamericano 2014, dove viene premiato come miglior servizio, prima di partecipare al campionato mondiale 2015; con l'Under-21 conquista un altro oro al campionato nordamericano 2016, torneo nel quale viene insignito dei premi come MVP e miglior palleggiatore, partecipando in seguito al campionato mondiale 2017.
Fa il suo esordio in nazionale maggiore nel 2016, in occasione della Coppa panamericana. In seguito si aggiudica la medaglia d'argento al campionato nordamericano 2019 e quella di bronzo alla Coppa del Mondo 2019. Nel 2022 vince la medaglia d'argento alla Volleyball Nations League.

## Palmarès

### Club
- NCAA Division I: 2

2018, 2019

### Nazionale (competizioni minori)
- Campionato nordamericano Under-19 2014
- Campionato nordamericano Under-21 2016

### Premi individuali
- 2014 - Campionato nordamericano Under-19: Miglior servizio
- 2016 - All-America Second Team
- 2016 - Campionato nordamericano Under-21: MVP
- 2016 - Campionato nordamericano Under-21: Miglior palleggiatore
- 2017 - All-America First Team
- 2018 - National Player of the Year
- 2018 - NCAA Division I: Los Angeles National MVP
- 2018 - All-America First Team
- 2019 - NCAA Division I: Long Beach National All-Tournament Team
- 2019 - All-America First Team